# Starý mohanský most
Starý mohanský most, německy Alte Mainbrücke, je kamenný most přes řeku Mohan v bavorském městě Würzburg. Most o osmi obloucích s pilíři ozdobenými barokními sochami spojuje staré město na pravém břehu řeky s protější pevností Marienberg.
Na tomto místě stál původně románský most postavený kolem roku 1120, který byl ve středověku opakovaně poničen povodněmi. Na konci 15. století byl proto nahrazen novým mostem s vápencovými pilíři a dřevěnou mostovkou. Přestavba mostu na kamenný obloukový byla dokončena až roku 1703.

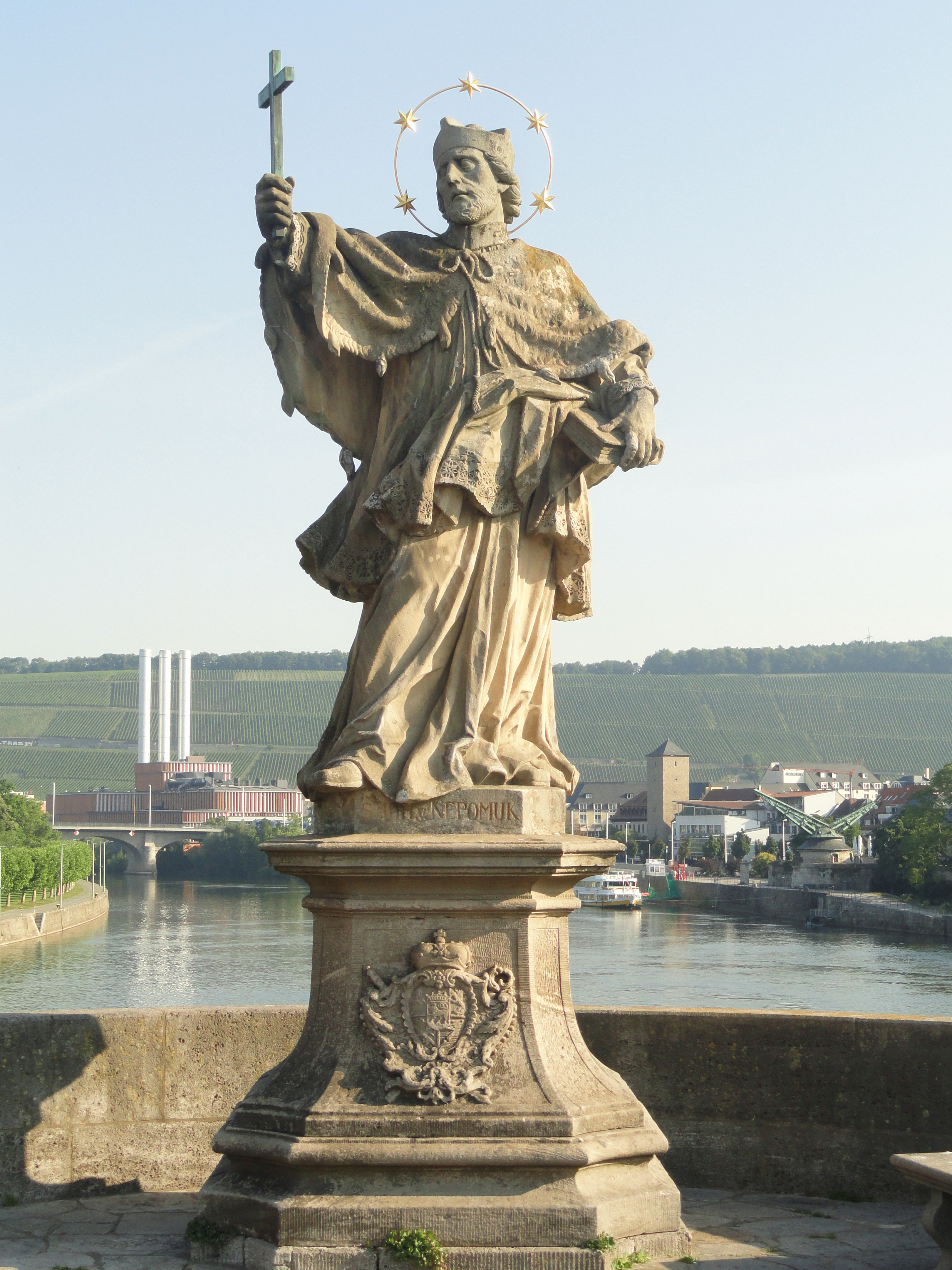
Socha Jana Nepomuckého

Výzdoba mostu kamennými sochami byla provedena ve dvacátých a třicátých letech 18. století z iniciativy würzburských knížat-biskupů, tedy několik let po dokončení podobné sochařské výzdoby Karlova mostu v Praze. Na obě strany pilířů mostu bylo osazeno celkem dvanáct soch představující křesťanské svaté a politické osobnosti.
Až do roku 1886 byl Starý mohanský most jediným mostem přes řeku ve městě. Část mostu byla 2. dubna 1945 německými jednotkami vyhozena do vzduchu a most v poválečných letech znovu opraven.